# まもりたい
『まもりたい』は、日本のシンガーソングライター村上佳佑のミニ・アルバム。2017年6月14日発売。

## 概要
- 村上佳佑のメジャーデビューミニアルバム。
- 大学時代に結成したア・カペラユニットA-Zによる「ハナミズキ」を収録。

## 収録曲

### CD：初回盤、通常盤共通
1. まもりたい〜この両手の中〜
2. 泣いてもいいよ
3. I’m in love with you
4. Sunday Morning
5. ハナミズキ / A-Z
6. まもりたい〜この両手の中〜 English ver.

### DVD：初回盤のみ
Music Video
1. まもりたい〜この両手の中〜
2. ハナミズキ / A-Z

クリス・ハート 第2回 47都道府県ツアー〜my hometown〜 @2017.4.23 静岡公演
1. まもりたい〜この両手の中〜
2. 蕾 duet with クリス・ハート
3. 泣いてもいいよ